# Jervis Bay Territory

Übersichtskarte der Region

Karte des Territoriums

Das Jervis Bay Territory ist ein 75 Quadratkilometer großes Territorium des Commonwealth of Australia, das großteils auf einer Halbinsel südlich der Jervis Bay an der australischen Ostküste liegt. Im Jahr 2021 lebten im Jervis Bay Territory 310 Menschen.

## Geographie

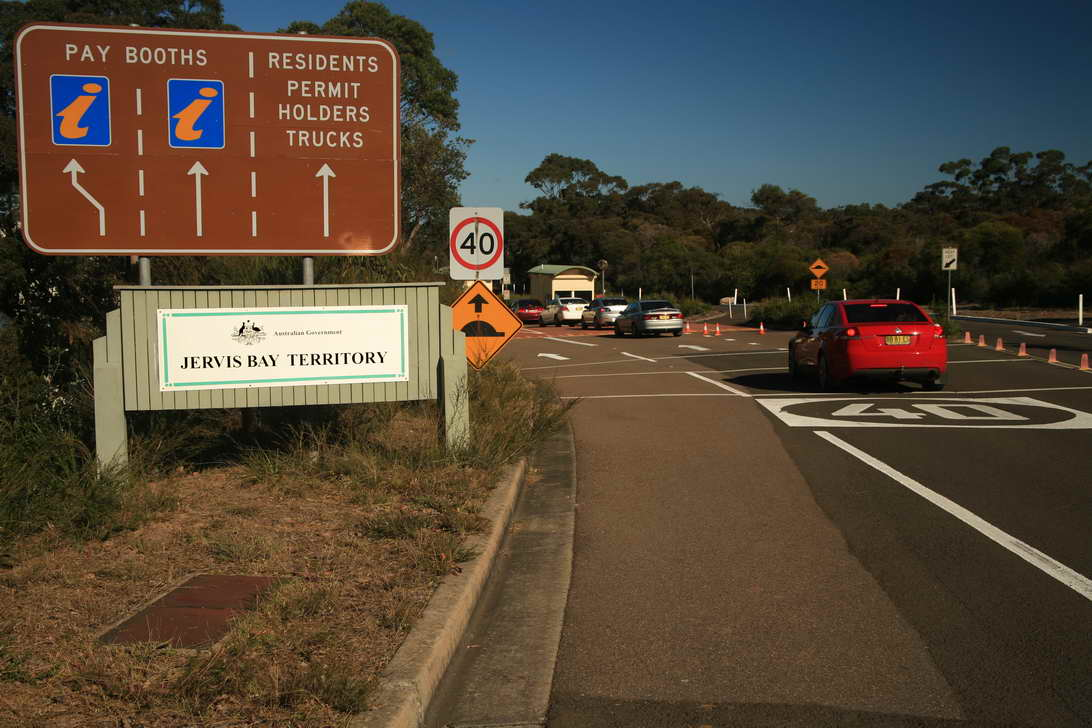
Beschilderung am Straßenübergang von New South Wales ins Jervis Bay Territory

Das Jervis Bay Territory – umgeben von New South Wales und dem Pazifik – besteht aus großen Teilen der Bherwerre-Halbinsel, die den südlichen Abschluss der Jervis Bay bildet, und der Bowen Island im Eingang zur Bucht. Im Südwesten reicht das Gebiet bis zur Lagune St Georges Basin und dem Sussex Inlet Channel. Ein schmaler Streifen Land auf der Beecroft-Halbinsel nördlich des Eingangs zur Jervis Bay rund um den Point-Perpendicular-Leuchtturm gehört ebenfalls zum Territorium.
Größere Orte in der Umgebung sind die Badeorte Huskisson, Vincentia und Sussex Inlet sowie die rund 40 Kilometer entfernte, im Bundesstaat New South Wales liegende, Stadt Nowra.

## Bevölkerung
Der Großteil der 391 Einwohner (Stand Volkszählung 2016) lebten in den beiden Dörfern Jervis Bay Village und Wreck Bay Village. Sie sind ebenfalls die wichtigsten Siedlungen im Jervis Bay Territory. Die Bevölkerungsdichte liegt dementsprechend bei 5,3 Einwohnern pro Quadratkilometern.
| Censusjahr | Einwohnerzahl |
| ---------- | ------------- |
| 2001       | 604           |
| 2006       | 369           |
| 2011       | 377           |
| 2016       | 391           |
| 2021       | 310           |

## Geschichte
Das Gebiet wurde 1915 von der Bundesregierung dem Staat New South Wales abgekauft, damit die neue Hauptstadt Canberra, die damals gerade gebaut wurde, einen eigenen Zugang zum Meer bekam. Bis 1989 war das Jervis Bay Territory Exklave des Australian Capital Territory, das etwa 160 Kilometer westlich liegt. Dann wurde ihm vom Bund das Selbstverwaltungsrecht zuerkannt, und es wurde vom ACT abgespalten.
Das Territorium war der geplante Standort des einzigen Kernkraftwerks Australiens, des Kernkraftwerks Jervis Bay, für das zwar in den 1970er Jahren bereits Fundamentierungsarbeiten durchgeführt worden waren, das aber anschließend nicht weitergebaut wurde.

## Marine
Die Royal Australian Navy, größter Arbeitgeber des Territoriums, betreibt im Jervis Bay Territory einen Hafen, Schulungseinrichtungen und den Jervis Bay Territory Airport, der auch zivil genutzt wird.

## Tourismus

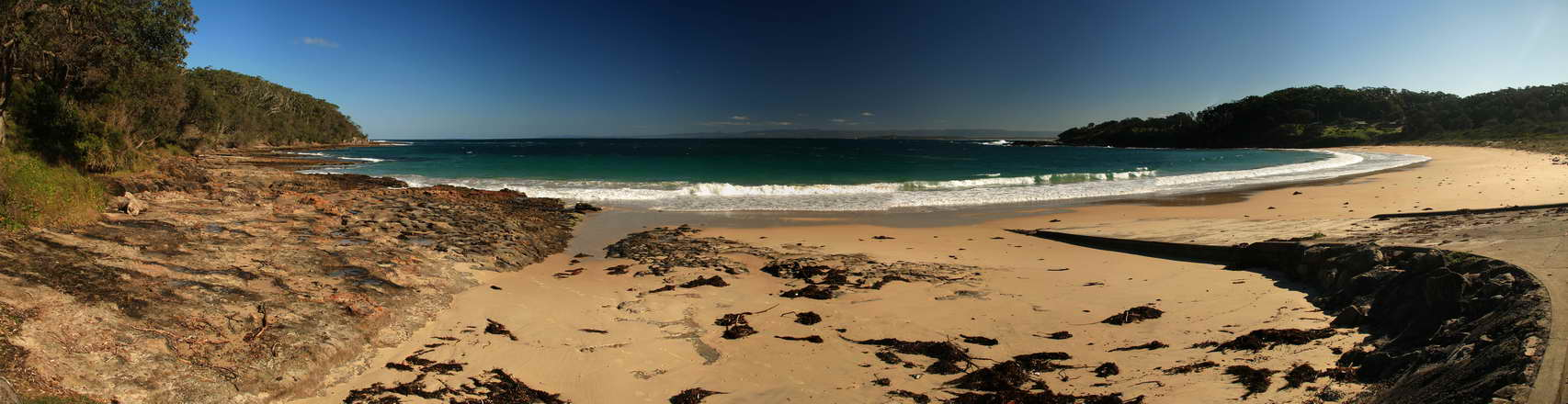
Wreck Bay

Tourismus ist der wichtigste Wirtschaftszweig der Region. Pro Jahr besuchen rund 450.000 Personen das Gebiet.
Die Mehrheit der Fläche des Territoriums gehört zum Booderee-Nationalpark mit den Booderee Botanic Gardens. Die Gewässer vor der Küste gehören zum Teil zum Booderee-Nationalpark, zum Teil zum Jervis-Bay-Marinepark.